# Ian Russell
Ian Russell (Seattle, 30 agosto 1975) è un allenatore di calcio ed ex calciatore statunitense, di ruolo centrocampista.

## Palmarès

### Giocatore

#### Competizioni nazionali
- Campionato MLS: 2

San Jose Earthquakes: 2001, 2003
- MLS Supporters' Shield: 1

San Jose Earthquakes: 2005